# Pfarrkirche Bregenz-Fluh

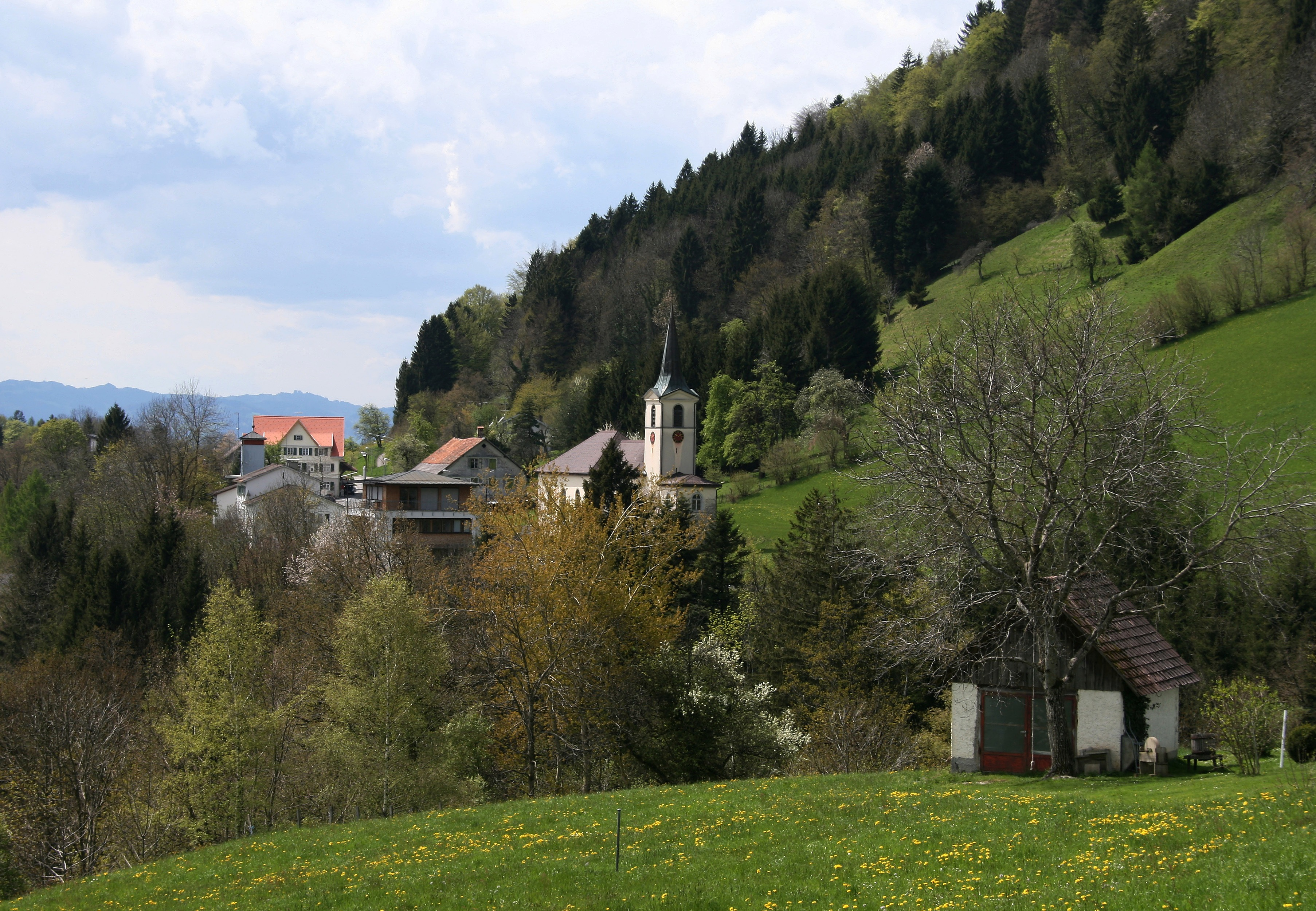
Ort Fluh in Bregenz

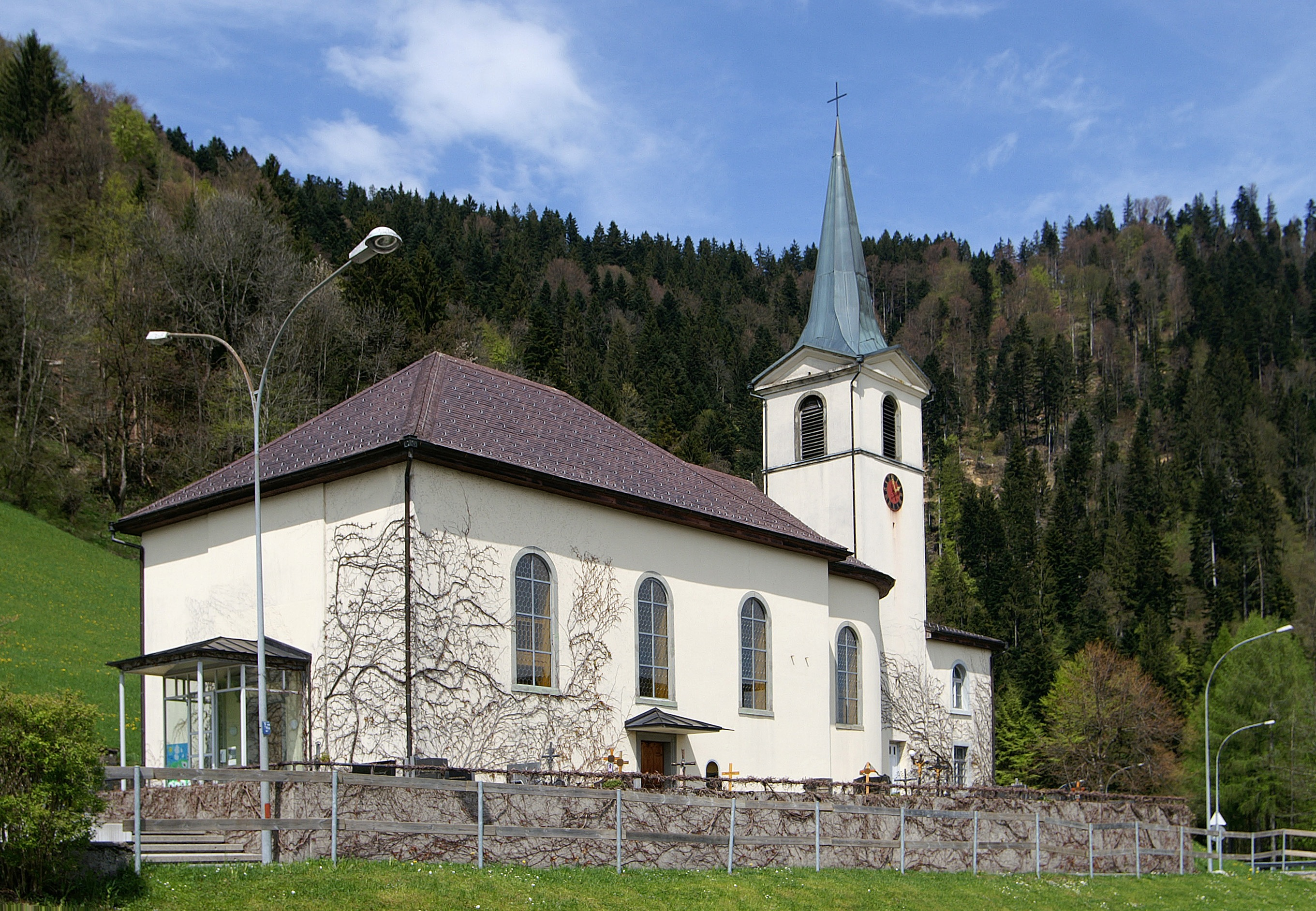
Kath. Pfarrkirche hl. Wendelin

Die römisch-katholische Pfarrkirche Bregenz-Fluh steht im Stadtteil Fluh in der Stadt Bregenz in Vorarlberg. Die Pfarrkirche hl. Wendelin gehört zum Dekanat Bregenz der Diözese Feldkirch. Die Wallfahrtskirche steht unter Denkmalschutz.

## Geschichte
1666 wurde eine Kapelle als Filiale von Bregenz erbaut. 1820 Expositurkirche. Die Kirche wurde 1846/1847 mit dem Architekten Gabriel Mallaun neu erbaut und 1849 geweiht. Die Wallfahrtskirche wurde 1872 zur Pfarrkirche erhoben.

## Architektur
An das Langhaus unter einem Walmdach schließt ein eingezogener niedriger Chor mit einem Dreiachtelschluss unter einem Satteldach an. Der Ostturm wurde am Chorhaupt angebaut. Ostseitig am Turm steht eine zweigeschoßige Sakristei unter einem flachen Walmdach. Der Turm  mit Rundbogenschallöffnungen hat über einem umlaufenden Gesims flache Dreieckgiebel und einen Spitzhelm.
Das Langhaus hat ein Flachtonnengewölbe. Die Fresken malten Anton Marte und Hans Purin (1925).

## Ausstattung
Der Hochaltar zeigt ein Bild hl. Wendelin als Abt und Patron der Kirche, gemalt von Matthäus Zehender (1693). Der linke Seitenaltar zeigt das Bild hl. Maria von Bernhard Müller (1770). Der rechte Seitenaltar zeigt das Bild des heiligen Magnus von Füssen von Franz Bertle (1876). Ein Gemälde zeigt ein großes Wallfahrtsbild mit der Legende des hl. Wendelin (1676).